# Área metropolitana de Baltimore
El área metropolitana de Baltimore es un área estadística metropolitana (MSA) de Maryland definida por la Oficina de Gerencia y Presupuesto de los Estados Unidos (OMB). Su población según el censo de 2010 es de 2,710,489 habitantes, convirtiéndola en la 20.º área metropolitana más poblada de los Estados Unidos.

## Composición
La zona está compuesta por los siguientes condados: junto con su población según los resultados del censo 2010:
- Ciudad de Baltimore– 620.961 habitantes
- Condado de Anne Arundel– 537.656 habitantes
- Condado de Baltimore– 805.029 habitantes
- Condado de Carroll– 167.134 habitantes
- Condado de Harford– 244.826 habitantes
- Condado de Howard– 287.085 habitantes
- Condado de Queen Anne– 47.798 habitantes

## Ciudades principales
El área metropolitana incluye las siguientes ciudades principales:
- Baltimore (Maryland)
- Towson (Maryland)

También incluye otras comunidades (no necesariamente incorporadas como ciudades o pueblos):
- Aberdeen (Maryland)
- Annapolis (Maryland)
- Bel Air (Maryland)
- Catonsville (Maryland)
- Columbia (Maryland)
- Dundalk (Maryland)
- Ellicott City (Maryland)
- Glen Burnie (Maryland)
- Havre de Grace (Maryland)
- Joppatowne (Maryland)
- Owings Mills (Maryland)
- Westminster (Maryland)

Además de su área metropolitana técnica, Baltimore recibe, también, un importante número de trabajadores procedentes de ciudades como York, Pennsylvania o el área metropolitana de Washington.

## Área estadística metropolitana combinada
El área estadística metropolitana combinada de Washington-Baltimore-Northern Virginia, DC-MD-VA-WV CSA está formada por el área metropolitana de Baltimore junto con:
- el área estadística metropolitana de Washington–Arlington–Alexandria, DC–VA–MD–WV MSA;
- el área estadística metropolitana de Hagerstown-Martinsburg, MD-WV MSA;
- el área estadística metropolitana de Winchester, VA-WV MSA;
- el área estadística micropolitana de Lexington Park, MD µSA; y
- el área estadística micropolitana de Culpeper, VA µSA;

totalizando 8.842.111 habitantes en un área de 30.830,7 km².